# 梅小路蒸汽火車博物館
34°59′14″N 135°44′34″E / 34.98722°N 135.74278°E
梅小路蒸汽火車博物館（亦譯梅小路蒸汽機關車館；日语：／ Umekōji Jōki kikansha kan */?）是過往位於日本京都的鐵路博物館，以蒸汽機車為展示主題，經營者為西日本旅客鐵道（JR西日本）附屬的交通文化振興財團。現已被納入京都鐵道博物館範圍。

## 歷史
梅小路蒸汽火車博物館成立於1972年10月10日，當年正逢日本鐵路事業創始100週年，由於從1960年代後半起，日本的鐵道逐漸淘汰掉蒸汽机车，為了動態保存列為重要文化資產的蒸汽機車，且活用位於梅小路機關區的扇形車庫（日語的「機關區」等同於中文的機務段），於是有此博物館的成立。
1987年4月1日日本國有鐵道民營化分割之後，此博物館由西日本旅客鐵道繼續管理。因應與大阪的交通科學博物館整併後所需的擴建需求，於2015年8月31日封館改建，並納入於2016年4月29日重新開館的京都鐵道博物館之內。

## 設施

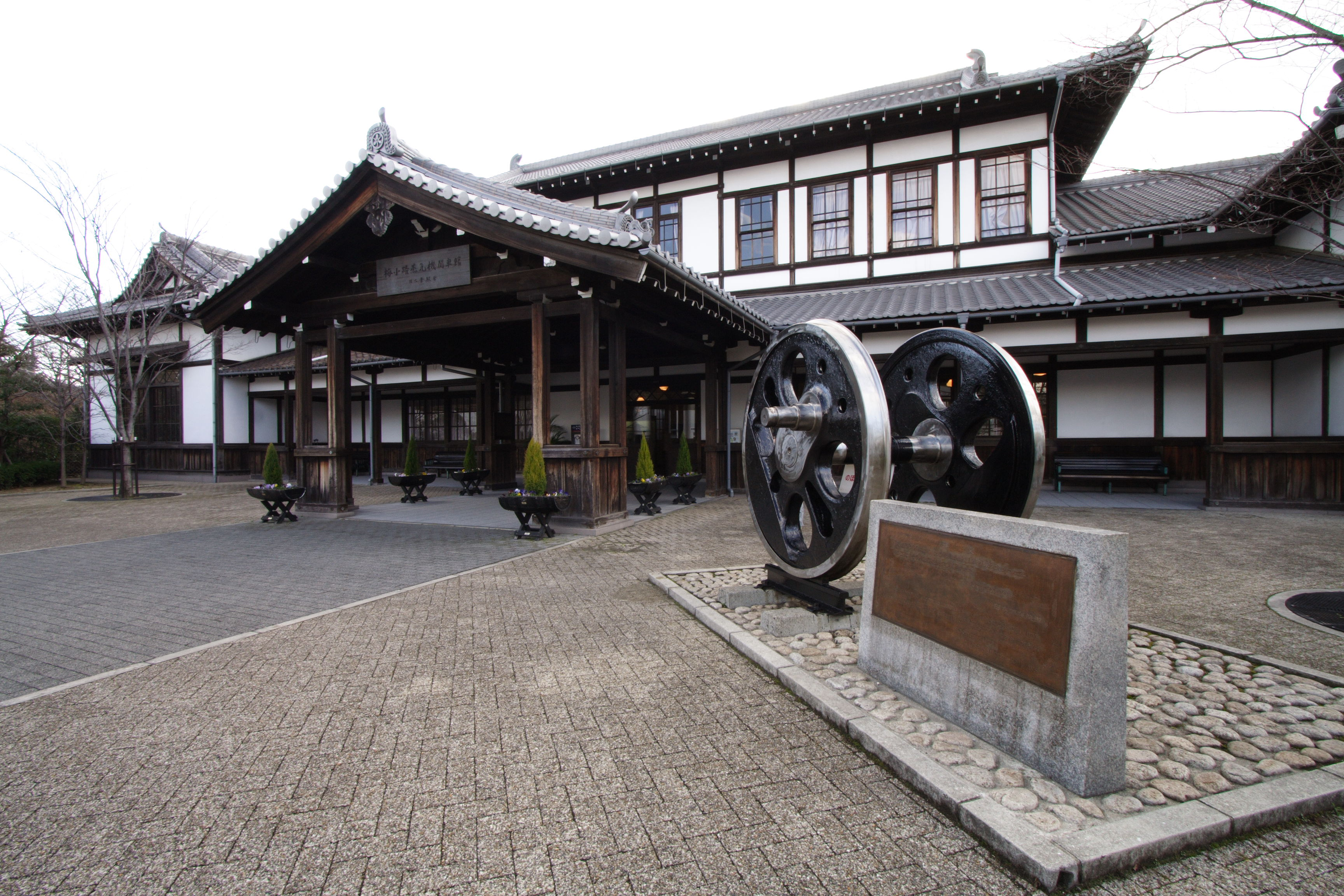
資料展示館門口

### 資料展示館
此博物館第一個部份，資料展示館及入口為舊二条站的站房，此站房建於1904年，為日本目前現存最古老的木造站房，站房為和式風格，並參考了平安神宮的設計。站房落成時也做為京都鐵道的公司辦公室，京都鐵道於1907年併入日本國有鐵道。1996年為配合山陰本線二条站至花園站間的高架化工程，而改建站房，舊的站房於隔年移至博物館現址復原做為資料展示館。展示館外則有大片廣場及梅小路公園。
資料展示館的入口如同一般車站的售票房一樣，發售博物館門票，館內靜態展示蒸汽机车相關的零件、模具、文書資料等，也設有放映室放映相關紀錄片。

### 扇形車庫
博物館的另一部份為扇形車庫，位於梅小路機關區，興建於1914年，為鋼筋水泥建築。2004年部份設施（5噸電動天井吊車以及引入線）入選國家重要文化資產（国の重要文化財）
動態保存蒸汽机车的檢修均在此進行。
除了蒸汽机车外，兩輛由嵯峨野觀光鐵道使用的DE10形柴液機車亦置於此。扇庫旁則有一輛Ohafu 50型（オハフ50形）68號的客車，裝上家用冷氣機做為參觀者休息室之用，但車上的廁所已封閉無法使用。

## 保存蒸汽机车
在封館前，館內的扇形車庫保存共20輛蒸汽火車頭，其中7輛為動態保存。
| 圖片 | 型號              | 製造年 | 製造廠                | 原使用地點                          | 保存方式 | 說明 |
| ---- | ----------------- | ------ | --------------------- | ----------------------------------- | -------- | --- |
|      | 1070型1080號      | 1902年 | 英國Dübs              | 日鐵鑛業羽鶴鑛業所 （栃木縣佐野市） | 靜態     | 1979年報廢，2009年移至梅小路，原鐵道省6270型6289號 |
|      | 8620型8630號      | 1914年 | 汽車製造              | 弘前運轉區 （青森縣弘前市）         | 動態     | 1979年註銷車籍，此型在台灣為CT150型 |
|      | 9600型9633號      | 1914年 | 川崎造船所            | 小樽築港機關區 （北海道小樽市）     | 靜態     | 1979年註銷車籍，1987年起靜態保存，此型在台灣為DT580型 |
|      | B20型10號         | 1946年 | 立山重工業            | 鹿兒島機關區                        | 動態     | 1979年註銷車籍，2002年為慶祝開館30週年而整修動態保存 |
|      | C11型64號         | 1940年 | 川崎車輛              | 會津若松機關區 （福島縣會津若松市） | 靜態     | 1987年註銷車籍 |
|      | C51型239號        | 1927年 | 汽車製造              | 新潟機關區 （新潟縣新潟市）         | 靜態     | 1962年報廢，曾切割放置於新潟鐵道學園做為教材，曾牽引御召列車 |
|      | C53型45號         | 1928年 | 汽車製造              | 梅小路機關區                        | 靜態     | 1950年報廢，1961年至1972年保存於大阪的交通科學博物館 |
|      | C55型1號          | 1935年 | 川崎車輛              | 旭川機關區 （北海道旭川市）         | 靜態     | 1979年註銷車籍，此型在台灣為CT250型 |
|      | C56型160號        | 1939年 | 川崎車輛              | 上諏訪機關區 （長野縣諏訪市）       | 動態     | 車籍仍存在，可進入正線運轉， 因機件老化於2018年5月正線引退，移至梅小路做動態營運 |
|      | C57型1號          | 1937年 | 川崎車輛              | 佐倉機關區 （千葉縣佐倉市）         | 動態     | 車籍仍存在，可進入正線運轉，在台灣為CT270型，2020年10月於正線運轉時發生故障後， 移至梅小路做修理檢查， 到目前為止仍停在梅小路                                                                                                  |
|      | C58型1號          | 1938年 | 汽車製造              | 北見機關區 （北海道北見市）         | 靜態     | 1987年註銷車籍 |
|      | C59型164號        | 1946年 | 日立製作所            | 奈良機關區 （奈良縣奈良市）         | 靜態     | 1979年註銷車籍 |
|      | C61型2號          | 1948年 | 三菱重工              | 宮崎機關區                          | 動態     | 1979年註銷車籍，1987年恢復車籍，2018年5月在館內進行調車作業時，因館內人員的疏失，未把鎖在鐵軌上的止檔器移除，造成這次脫軌事故發生使的列車車頭前導輪損傷。 因這次脫軌事故之後館內把C61型2號從動態營運中剔除，至今仍然未恢復營運 |
|      | C62型1號          | 1948年 | 日立製作所            | 廣島第二機關區                      | 靜態     | 1967年報廢，1986年被指定為準鐵道紀念物，1994年移至梅小路 |
|      | C62型2號          | 1948年 | 日立製作所            | 小樽築港機關區                      | 動態     | 1979年註銷車籍，1987年恢復車籍。2024年1月在館內進行整備完後的調車作業時，因館內人員的疏失，使得列車向後倒退撞出止檔器，造成煤水車車體上方撞擊後方人行步道遮雨棚及煤水車後鋼輪脫軌。                                            |
|      | D50型140號        | 1925年 | 日立製作所            | 直方機關區                          | 靜態     | 1979年註銷車籍 |
|      | D51型1號          | 1936年 | 川崎車輛              | 濱田機關區                          | 靜態     | 1987年註銷車籍，在台灣為DT650型 |
|      | D51型200號        | 1938年 | 鐵道省濱松工場        | 中津川機關區                        | 動態     | 1979年註銷車籍，1987年恢復車籍，可進入正線運轉 |
|      | D52型468號        | 1946年 | 三菱重工              | 五稜郭機關區 （北海道函館市）       | 靜態     | 1979年註銷車籍 |
|      | 國鐵7100型 (7105) | 1880年 | 美國H. K. Porter, Inc | 北海道炭礦鐵道                      | 靜態     | 別名「義經號」，1923年報廢，1952年動態復原，1963年被指定為準鐵道紀念物，1990年至2014年保存於大阪的交通科學博物館，2004年升格為鐵道紀念物，2014年移至梅小路。                                                                   |

### 引用
1. ↑  ＳＬ「義経号」、ようこそ京都へ　児童ら歓迎 （页面存档备份，存于） - 朝日新聞 2014年4月18日

## 外部連結
- （日語）（英文）梅小路蒸汽火車博物館
- （日語）（英文）（繁體中文）（简体中文）京都鐵道博物館 （页面存档备份，存于）
- （日語）私の街の穴場スポット「梅小路蒸気機関車館」ジェイアール西日本不動產開發